# Pseudocleobis solitarius
Espèce
Pseudocleobis solitarius est une espèce de solifuges de la famille des Ammotrechidae.

## Distribution
Cette espèce est endémique d'Argentine. Elle se rencontre dans les provinces de Río Negro, de Neuquén, de Mendoza et de San Juan.

## Description
Le mâle décrit par Iuri et Iglesias en 2022 mesure 10,4 mm et la femelle 11,7 mm.

## Systématique et taxinomie
Cette espèce a été décrite par Maury en 1976.

## Publication originale
- Maury, 1976 : « Nuevos solifugos Ammotrechidae de la Argentina (Arachnida, Solifugae). » Physis, Section C, vol. 35, no 90, p. 87-104.